# M16 (mine)
Vous pouvez aider à l'améliorer ou bien discuter des problèmes sur sa page de discussion.
- Il relève du guide pratique, ce qui n'est pas de nature encyclopédique. Vous pouvez reformuler les passages concernés, ou remplacer ce bandeau par {{pour Wikibooks}}, {{pour Wikiversité}}, ou {{pour Wikivoyage}}, afin de demander le transfert vers un projet frère plus approprié. (Marqué depuis janvier 2024)
- Le résumé introductif est trop long. En l'état, il ne respecte pas les recommandations. Vous pouvez l'améliorer en le raccourcissant et/ou en déplaçant son contenu. (Marqué depuis janvier 2024)
- Il devrait être synthétisé. Vous pouvez modifier son contenu afin de le rendre plus concis et/ou plus précis. (Marqué depuis janvier 2024)

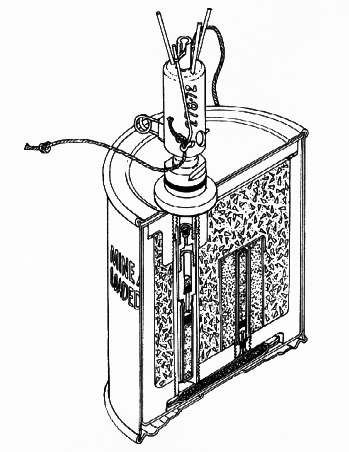
La mine M16

La mine M16 est une mine antipersonnel bondissante de fabrication américaine. Elle est basée sur les plans capturés de la mine-S allemande de la Seconde Guerre mondiale et a des performances similaires. La mine se compose d’un corps en fonte dans un mince manchon en acier. Il y a au sommet de la mine un puits de mise à feu central qui est normalement équipé d’une fusée à pression/tension M605 (fil-piège) à dents. Une pression suffisante sur les broches ou une tension sur un fil-piège attaché provoque le déclenchement du percuteur. Libéré, il enfonce un capuchon de percussion qui déclenche un court délai pyrotechnique. Le but de ce délai est de permettre à la victime de se déplacer hors du sommet de la mine, afin d’éviter que son mouvement ascendant ne soit bloqué. Une fois le délai écoulé, une charge de poudre noire de 4,5 grammes est allumée, ce qui projette le corps intérieur en fer de la mine dans les airs (laissant derrière lui le manchon extérieur en acier). La charge déclenche également une deuxième paire de retards pyrotechniques.
La mine s’élève à une hauteur de 0,3 à 1,7 mètre avant que l’un ou l’autre des retards pyrotechniques, ou les deux, ne fasse exploser la charge principale de la mine, qui pulvérise des fragments de métal à grande vitesse à 360° autour du point de détonation. Ces fragments de métal ont un rayon de 27 mètres pour les mines M16 et M16A1, et jusqu’à 30 mètres pour la mine M16A2.
Les mines M16 et M16A1 sont similaires. La M16A1 a des détonateurs et boosters redessinés, mais reste en grande partie la même. La M16A2 est considérablement différente, ayant un puits de fusée décalé et un seul élément de retard pyrotechnique. Ce changement réduit considérablement le poids de la mine (2,83 kilogrammes) tout en lui permettant de transporter une charge principale légèrement plus importante (601 grammes)
Selon l’armée américaine, un peloton de combat du génie assisté d’un véhicule de transport devrait être capable de placer 300 mines M-16 en 120 minutes, créant un champ de mines de 300 mètres de long et 50 mètres de large avec une densité linéaire d’une mine par mètre de front.
Les mines ont été largement vendues et des copies ont été produites dans plusieurs pays, dont la Grèce, l’Inde, le Myanmar, la Corée du Sud et la Turquie. On les trouve en Angola, en Birmanie, au Cambodge, au Chili, à Chypre, en Érythrée, en Éthiopie, en Iran, en Irak, en Corée, au Liban, au Laos, au Malawi, au Mozambique, au Myanmar, à Oman, au Rwanda, en Somalie, en Thaïlande, au Viêt Nam, au Sahara occidental et en Zambie. Les États-Unis conservent des stocks de mines M16A2 pour une éventuelle reprise de la guerre en Corée.

## Variantes
- M16
- M16A1 – Éléments de détonateur et de retard redessinés
- M16A2 – Élément de retard unique, réduisant le poids
- KM16A2 – Version sud-coréenne de la M16A2

## Déminage
Lorsqu’elle est en place, la majeure partie d’une mine M16 est enfouie sous terre, de sorte qu’il peut être extrêmement difficile de les repérer visuellement, en particulier dans les zones d’herbes hautes, de sous-bois épais ou d’autres débris. La M16 contient de grandes quantités de métal, elle est donc très facile à détecter à l’aide d’un détecteur de métaux. Cependant, il est important de noter que le fait de déplacer la tête de détection au-dessus du sol peut heurter les dents et déclencher la mine. Quoi qu’il en soit, d’autres mines avec une quantité minimum de métal ont peut-être été posées à proximité d’une M16 afin de la protéger du personnel de déminage. De plus, si de longs fils de déclenchement sont installés, la M16 peut faire sauter les démineurs avant qu’ils n’aient une chance de la trouver. Lors du suivi de la trajectoire des fils de déclenchement montés sur une mine bondissante, il faut faire très attention : il est tout à fait possible que d’autres mines antipersonnel (par exemple la M14) aient été enterrées sous leur chemin. Un facteur de complication supplémentaire est que certaines mines M16 peuvent avoir été équipées d’un dispositif anti-manipulation, par exemple en plaçant une grenade M26 en dessous avec un dispositif piège à décharge de pression M5 vissé dedans. Déclencher délibérément les mines en restant à l’abri, à l’aide d’une sorte de grappin attaché à une longue corde, peut être utile dans certaines situations variées et fournir un premier moyen d’entrer dans le champ de mines avant que d’autres travaux de déminage ne commencent.